# Canis a non canendo
L'espressione latina canis a non canendo è usualmente tradotta in italiano in "si dice cane perché non canta". Si tratta di una pseudoetimologia elaborata da Sant'Isidoro di Siviglia nella sua opera enciclopedica Etymologiae. Insieme all'analoga espressione Lucus a non lucendo viene citata per sottolineare l'arbitrarietà che talvolta assunse l'etimologia e per esteso a rimarcare una spiegazione paradossale particolarmente poco credibile d'un fatto.